# پایگاه یواخیم
پایگاه یواخیم (انگلیسی: Joachim Bäse; ۲ سپتامبر ۱۹۳۹ – ۲۲ دسامبر ۲۰۲۰) بازیکن فوتبال اهل آلمان بود.
از باشگاه‌هایی که در آن بازی کرده‌است می‌توان به باشگاه فوتبال آینتراخت برانشوایگ اشاره کرد.
وی همچنین در تیم ملی فوتبال آلمان بازی کرده‌است.